# Baby (foguete)

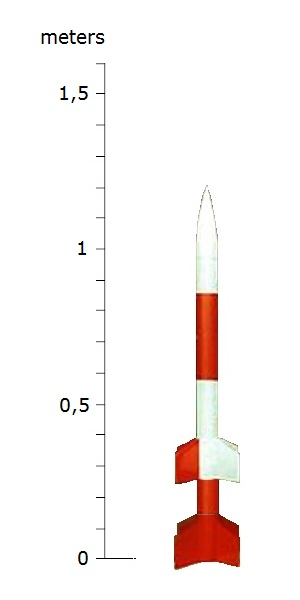
O foguete Baby.

Baby, é o nome atribuído à segunda geração de foguetes de sondagem de origem japonesa, desenvolvida pelo
grupo Avionics and Supersonic Aerodinamics (AVSA) na Universidade de Tóquio, liderado pelo Eng. Hideo Itokawa.

## Origens
No ano de 1954, enquanto o desenvolvimento de foguetes continuava em ritmo constante no Japão, em Roma reuniões tratavam  de preparar o terceiro 
Ano Geofísico Internacional (AGI), pela primeira vez depois da Segunda Guerra Mundial. O projeto era ambicioso, propondo desvendar várias características da 
Terra, através de observações colaborativas de cientistas de todas as partes do Mundo.
Esse projeto tinha a liderança das nações vencedoras (EUA, Reino Unido e URSS), dispondo de muitas inovações técnicas para 
lhes dar o necessário suporte. Dois projetos especiais foram propostos: Uma expedição à Antártica e a observação da atmosfera superior através de foguetes de 
sondagem. Nessa reunião, havia um grupo de cientistas japoneses, aos quais os cientistas Norte americanos propuseram que eles fizessem uso de foguetes americanos. 
No entanto, os Japoneses pretendiam usar uma solução nativa. Foi quando o grupo AVSA recebeu a incumbência de dar o suporte técnico para que o Japão participasse do 
3º AGI.

## Características
O foguete Baby, era um foguete de dois estágios, pesando 10 kg, com 8 cm de diâmetro e 1,2 m de altura. Durante os testes, ele chegou a atingir 6 km de altitude.

## Desenvolvimento
No período de agosto a dezembro de 1955, vários lançamentos, adaptações e desenvolvimentos ocorreram, todos atingindo a marca de 6 km de altitude. Foram criadas 3 
versões desse foguete, para missões específicas:
- Baby-S, esse modelo usava uma gerador de fumaça (Smoke), e era rastreado visualmente.
- Baby-T, esse modelo carregava o primeiro Telêmetro japonês,
- Baby-R, Esse modelo levava uma câmera e um paraquedas para Recuperação da mesma.